# Jiangmen
Jiangmen (cinese: 江门; pinyin: Jiāngmén) è una città con status di prefettura della provincia del Guangdong, nella Cina meridionale.

## Geografia antropica

### Suddivisioni amministrative
La prefettura di Jiangmen è a sua volta divisa in 3 distretti e 4 città.
- il distretto di Jianghai - 江海区 Jiānghǎi Qū (sede della prefettura);
- il distretto di Pengjiang - 蓬江区 Péngjiāng Qū ;
- il distretto di Xinhui - 新会区 Xīnhuì Qū ;
- la città di Enping - 恩平市 Ēnpíng Shì ;
- la città di Heshan - 鹤山市 Hèshān Shì ;
- la città di Kaiping - 开平市 Kāipíng Shì ;
- la città di Taishan - 台山市 Táishān Shì.